# Великий Луг (национальный парк)
Великий Луг  (укр. «Великий Луг») — национальный природный парк, расположенный на территории Васильевского района Запорожской области (Украина).
Создан 10 февраля 2006 года. Площадь — 16 756  га.

## История
Создан в соответствии с Указом Президента Украины от 10.02.2006 г. № 121/2006 с целью сохранения, воспроизведения и рационального использования типичных и уникальных природно-ландшафтных и историко-культурных комплексов степной зоны, которые имеют важное природоохранное, научное, эстетическое, рекреационное и оздоровительное значение.
Парк создан на базе регионального ландшафтного парка «Панай», орнитологического заказника общегосударственного значения «Большие и Малые Кучугуры»", ландшафтного заказника общегосударственного значения «Склоны Каховского водохранилища».
НПП «Великий Луг» подчинён Министерству охраны окружающей природной среды Украины, оперативное управление осуществляет Государственная служба заповедного дела.

## Описание
Общая площадь Парка составляет 16756 га, в том числе 9324 га земель, которые предоставляются ему в постоянное пользование, и 7432 га земель, которые включаются в его состав без изъятия у землепользователя (Васильевская районная государственная администрация, водный фонд) и на которых будет осуществляться традиционная хозяйственная деятельность с соблюдением общих требований относительно охраны окружающей природной среды.
Природоохранная территория расположена за 15-18 км на юг от города Запорожья, в пределах пойменной террасы Днепра, которая сильно расширяется и достигает более 20 км по профилю Беленькое-Васильевка (северо-восточная часть Каховского водохранилища). Это огромное расширение поймы (около 80 тыс. га), что между Днепром и его притоком рекой Конской, издавна называлось в народе «Великий Луг». Сейчас эта территория почти полностью затоплена водами Каховского водохранилища. Остатки её природных комплексов сохранились вдоль береговой полосы — по балкам, протянувшиеся вдоль всего побережью и на островах, которые образовались 1956 г. после заполнения водохранилища.